# والکندورف
والکندورف (به آلمانی: Walkendorf) یک شهر در آلمان است که در روشتوک واقع شده‌است. والکندورف ۵۰۸ نفر جمعیت دارد.